# 颂提·汶雅叻格林
頌提·汶雅叻格林（皇家轉寫：Sonthi Bunyaratkalin， 國際音標：[sǒn.tʰíʔ bun.já.rát.kà.lin]；1946年10月2日—）是泰國上將。曾任泰國總理、泰國第一副總理、皇家陸軍總司令。他領導了2006年泰國軍事政變並自任為國家改革委員會和國家安全委員會的主席。他是泰國第一位信奉伊斯蘭教的陸軍司令。

## 軍事政變
2006年9月19日，在泰國總理塔克辛·欽那瓦出訪美國紐約參加聯合國會議期間。頌提發動軍事政變，解散內閣、議會和憲法法院，並宣布全國戒嚴。
政变成功以后，他自任為臨時總理並兼任新成立的國家改革委員會主席，掌握泰国政权。並在隨後的素拉育·朱拉暖內閣中出任第一副總理兼任國家安全委員會主席，成為實際上的最高領導人直到2007年泰國眾議院選舉軍政府結束統治。但這次政變也對泰國政壇造成諸多影響，並成為2014年泰國政變的原因之一。

## 軍政府之後
2008年9月，在結束軍政府統治後，頌提從軍人轉而從政。他加入了由泰國穆斯林政治人物所創立的母國黨，該政黨在2011年泰國大選中獲得兩個席次。他擔任主席直到政黨於2018年解散。同年他加入了泰國民發展黨。

## 个人生活
身为穆斯林的颂提大将娶有两任妻室：Sukanya和Piyada。